# ناميب (مسلسل)
ناميب (بالكورية: 나미브) هو مسلسل تلفزيوني كوري جنوبي، بطولة غو هيون جونغ، ريون، يون سانغ هيون، لي جين وو. عرض على قناة إي إن أ في 23 ديسمبر الى 28 يناير 2025، بث كل يومي الاثنين والثلاثاء، ثم بث لاحقًا على Genie TV. وهو متاح أيضًا للعرض على فيكي عالمياً.

## القصة
تم طرد كانغ سو هيون، وهي منتجة كبيرة تقوم براعية الآيدولز، من منصبها كرئيس تنفيذي مشارك لشركة باندورا انترتينمنت، ثم تقترب من متدرب يُدعى يو جين وو بنوايا خبيثة، لكنها تظهر صدقا تدريجيًا وتساعده على تحقيق حلمه.

## طاقم
- غو هيون جونغ في دور كانغ سو هيون[5]

منتجة مشهورة ترعى المتدربين الايدولز بفلسفتها وحدسها الخاص، لكنها طُردت من منصبها كرئيسة تنفيذية مشاركة لشركة باندورا انترتينمنت. وحتى بعد طردها من الشركة لسبب ما، تكافح لتحمل مسؤولية ابنها المعاق.
- ريون في دور يو جين وو[5]

متدرب في شركة سو هيون. إنه متدرب لمدة 10 سنوات لديه كل أنواع العيوب، من ديون والديه إلى حياته المهنية السابقة. عندما كان على وشك التخلي عن حلمه،، بدأ التدريب مرة أخرى، متبعًا نصيحة سو هيون التي قالت إنها ستجعله نجمًا.
- يون سانغ هيون في دور شيم جون سيوك[5]

منتج موسيقي سابق ترك وظيفته بعد إصابة ابنه. يتطور لديه تدريجيًا الرغبة في العودة إلى العمل بسبب عناد زوجته ويصبح منتجا ليو جين وو.
- لي جين وو في دور شيم جين وو[5]

الابن الوحيد لسو هيون وجون سوك الذي فقد سمعه في حادث سيارة عندما كان صغيرًا وهو مصدر القلق الرئيسي لوالديه.

### أخرون
- تشوي يو-جو في دور كيونغ ها نا[6]

## المشاهدات
| الموسم | الموسم | رقم الحلقة | رقم الحلقة | رقم الحلقة | رقم الحلقة | رقم الحلقة | رقم الحلقة | رقم الحلقة | رقم الحلقة | رقم الحلقة | رقم الحلقة | رقم الحلقة | رقم الحلقة | المتوسط |
| الموسم | الموسم | 1          | 2          | 3          | 4          | 5          | 6          | 7          | 8          | 9          | 10         | 11         | 12         | المتوسط |
| ------ | ------ | ---------- | ---------- | ---------- | ---------- | ---------- | ---------- | ---------- | ---------- | ---------- | ---------- | ---------- | ---------- | ------- |
|        | 1      | 314        | 402        | 451        | 443        | 518        | 550        | 516        | 509        | 518        | 497        | 468        | غ/م        | 472     |

| الحلقات | تاريخ البث     | تقييمات نيلسن كوريا | تقييمات نيلسن كوريا |
| الحلقات | تاريخ البث     | على الصعيد الوطني   | سيئول               |
| ------- | -------------- | ------------------- | ------------------- |
| 1       | 23 ديسمبر 2024 | 1.416%              | 1.607%              |
| 2       | 24 ديسمبر 2024 | 1.637%              | 1.645%              |
| 3       | 30 ديسمبر 2024 | 2.168%              | 2.013%              |
| 4       | 31 ديسمبر 2024 | 2.131%              | 2.317%              |
| 5       | 6 يناير 2025   | 2.269%              | 2.507%              |
| 6       | 7 يناير 2025   | 2.373%              | 2.769%              |
| 7       | 13 يناير 2025  | 2.266%              | 2.639%              |
| 8       | 14 يناير 2025  | 2.237%              | 2.324%              |
| 9       | 20 يناير 2025  | 2.410%              | 2.537%              |
| 10      | 21 يناير 2025  | 2.292%              | 2.537%              |
| 11      | 27 يناير 2025  | 2.0%                | 1.915%              |
| 12      | 28 يناير 2025  | 2.0%                | N/A                 |
| متوسط   | متوسط          | 2.100%              | 2.248%              |

## الإنتاج
في فبراير 2024، أعلن عن أن المخرج جونغ دا وون، الذي أخرج فيلم الآنسة والسيدة الشرطية (2019) والكاتب إيم سونغ مين، الذي كتب فيلم إفلاس (2018)، سيعملان معًا في المسلسل بينما تتولى SLL واستوديوهات وويونغ-سو إدارة الإنتاج. في 29 أبريل، تم الكشف عن تشكيلة Genie TV وENA الأصلية منها مسلسل "ناميب" وكان بعنوان "ليلة مرصعة بالنجوم". في مؤتمر لمجموعة KT لعام 2024، الذي أقيم في فندق نوفوتيل في منطقة دونغ دي-مون، سيئول، وسيتم بثه الفترة الاثنين والثلاثاء. حل المخرج هان سانج جاي، الذي أخرج المواسم من 8 الى 17 من "السيدة القبيحة يونغ-آي" (2011-2019)، متدربة بدم بارد (2023)، محل المخرج جونج لقيادة المسلسل. بدأ التصوير الرئيسي في يوليو 2024.

## روابط خارجية
- الموقع الرسمي
 (بالكورية)
- ناميب على موقع IMDb (الإنجليزية)
- ناميب على موقع قاعدة بيانات الفيلم (الإنجليزية)
- ناميب على هانسينما